# Nikola Milojević (tenisista)
Nikola Milojević (cyryl. Никола Милојевић; ur. 19 czerwca 1995 w Belgradzie) – serbski tenisista, reprezentant kraju w Pucharze Davisa.

## Kariera tenisowa
W przeciągu kariery wygrał trzy singlowe turnieje rangi ATP Challenger Tour.
W 2020 roku był członkiem serbskiej reprezentacji, która zwyciężyła w rozgrywkach ATP Cup. W tym samym sezonie podczas French Open zadebiutował w turnieju głównym Wielkiego Szlema w grze pojedynczej. Po wygraniu trzech meczów w kwalifikacjach, zwyciężył wówczas w pierwszej rundzie z Filipem Krajinoviciem. W drugiej rundzie natomiast przegrał z Aljažem Bedene.
Najwyżej sklasyfikowany w rankingu gry pojedynczej był na 125. miejscu (21 lutego 2022), a w klasyfikacji gry podwójnej na 252. pozycji (18 lutego 2019).

### Zwycięstwa w turniejach ATP Challenger Tour w grze pojedynczej
| Końcowy wynik | Nr | Data            | Turniej | Nawierzchnia | Przeciwnik          | Wynik finału     |
| ------------- | -- | --------------- | ------- | ------------ | ------------------- | ---------------- |
| Zwycięzca     | 1. | 24 czerwca 2018 | Fergana | Twarda       | Enrique López Pérez | 6:3, 6:4         |
| Zwycięzca     | 2. | 4 sierpnia 2019 | Liberec | Ceglana      | Rogério Dutra Silva | 6:3, 3:6, 6:4    |
| Zwycięzca     | 3. | 28 marca 2021   | Zadar   | Ceglana      | Dimityr Kuzmanow    | 2:6, 6:2, 7:6(5) |